# 詹寧斯鎮區 (印地安納州歐文縣)
詹寧斯鎮區（英語：Jennings Township）是位於美國印地安納州歐文縣的一個行政鎮區。

## 地方資料
根據2010年美國人口普查的數據，詹寧斯鎮區的面積為51.90平方千米，當中陸地面積為50.70平方千米，而水域面積為1.20平方千米。當地共有人口846人，而人口密度為每平方千米16.3人。